# Frank Martin Ausbüttel
Frank Martin Ausbüttel (* 7. Juli 1955 in Braunschweig) ist ein deutscher Althistoriker und Gymnasiallehrer.

## Leben
Ausbüttel wuchs in Braunschweig auf und ist in siebter Generation Lehrer, verheiratet und hat zwei Söhne.
Ausbüttel studierte Latinistik, Geschichte und Pädagogik in Marburg und Cambridge. 1982 wurde er in Marburg promoviert. Er war wissenschaftlicher Mitarbeiter am Seminar für alte Geschichte an der Universität Frankfurt.
1986 brach er seine Laufbahn an der Universität ab und begann sein Referendariat, nach dessen Abschluss er bis zum Jahre 2003 die Fächer Latein und Geschichte an der St. Angela-Schule in Königstein unterrichtete, einer staatlich anerkannten katholischen Mädchenschule in privater Trägerschaft. Ausbüttel war dort kurzzeitig Fachsprecher des Unterrichtsfaches Latein und für eine Amtszeit Vorsitzender der Mitarbeitervertretung.
Am 16. Dezember 2002 wurde er Schulleiter an der Helene-Lange-Schule, einem Unter- und Mittelstufengymnasium in Frankfurt-Höchst mit gleichzeitiger Abordnung an das Friedrich-Dessauer-Gymnasium. Am 15. Dezember 2008 übernahm er dann die Leitung der Freiherr-vom-Stein-Schule in Frankfurt am Main.
Ausbüttel ist sporadisch als Lehrbeauftragter für Alte Geschichte an den Universitäten in Frankfurt am Main und Marburg tätig. Hauptforschungsgebiete von Frank Ausbüttel sind die Untersuchung administrativer Strukturen und die Didaktik der Alten Geschichte.
Ausbüttel engagiert sich auch in der Kommunalpolitik. Von 1992 bis 1997 war er Stadtverordneter in Oberursel und von 1997 bis 2021 war er Kreistagsabgeordneter. Seitdem gehört er dem Kreisausschuss des Hochtaunuskreises an.

## Schriften
- Abkürzungen aus Personalschriften des XVI. bis XVIII. Jahrhunderts. Schwarz, Marburg 1978, ISBN 3-88421-000-9.
- Untersuchungen zu den Vereinen im Westen des Römischen Reiches. M. Laßleben, Kallmünz 1982, ISBN 3-7847-7111-4 (= Dissertation).
- Die Verwaltung der Städte und Provinzen im spätantiken Italien. Lang, Frankfurt am Main 1988, ISBN 3-8204-1141-0.
- Abkürzungen aus Personalschriften des XVI. bis XVIII. Jahrhunderts. 2. Auflage. Thorbecke, Sigmaringen 1993, ISBN 3-7995-4309-0.
- Grundwissen Geschichte. Ernst Klett Verlag, Stuttgart 1994, ISBN 3-12-403000-1.
- (Hrsg.) Sammelband Antike. Erhard Friedrich Verlag, Seelze 1996 (Geschichte lernen. Sonderheft).
- Abiturwissen Griechische und Römische Antike. Ernst Klett Verlag, Stuttgart 1997, ISBN 3-12-929554-2.
- Die Verwaltung des römischen Kaiserreiches. Wissenschaftliche Buchgesellschaft, Darmstadt 1998, ISBN 3-534-12272-0.
- Die Weimarer Republik. Ernst Klett Verlag, Stuttgart 2001, ISBN 3-12-927838-9.
- Theoderich der Große. Der Germane auf dem Kaiserthron. Primus-Verlag, Darmstadt 2003, ISBN 3-89678-470-6.
- Germanische Herrscher. Von Arminius bis Theoderich. Primus Verlag, Darmstadt 2007, ISBN 978-3-89678-603-6.
- (Hrsg.) Der Limes. Erhard Friedrich Verlag, Seelze 2008 (Geschichte lernen. Nr. 122).
- Arminius – Alarich – Theoderich. Germanische Herrscher im Kampf gegen Rom. Wissenschaftliche Buchgesellschaft, Gemünden 2009, ISBN 978-3-534-60048-9.
- Die Germanen. Wissenschaftliche Buchgesellschaft, Darmstadt 2010, ISBN 978-3-534-22047-2.
- mit Ulrich Krebs, Gregor Maier (Hrsg.): Die Römer im Rhein-Main-Gebiet. Theiss, Stuttgart 2012, ISBN 978-3-8062-2420-7.
- Übersetzung und Kommentar zu: Ennodius: Heiligenviten. Wissenschaftliche Buchgesellschaft, Darmstadt 2016.
- Ambrosius: Politische Briefe. Wissenschaftliche Buchgesellschaft, Darmstadt 2020.
- Der Senat von Rom. Politische Kontinuität und Wandel in der Zeit von 235 bis 757. De Gruyter, Berlin/Boston 2025, ISBN 978-3-1113-5548-1 (Millennium-Studien, Open Access).